# Засядко, Владислав Ефимович
Владислав Ефимович Засядко (1844—1878) — русский медик, автор ряда трудов по медицине.

## Биография
Образование получил в Харьковском университете, который окончил в 1867 году по естественному факультету со званием кандидата, и был оставлен при университете лаборантом по химии. 
Через шесть лет Засядко приехал в Санкт-Петербург, где поступил в Императорскую медико-хирургическую академию (ныне Военно-медицинская академия имени С. М. Кирова), где окончил курс в начале 1877 года. 
По отзывам современников, отличительной чертой В. Е. Засядко была любовь к человеку; начавшаяся русско-турецкая война вновь сподвигла его на помощь ближнему. Уже в самом начале своей деятельности в Тифлисском военном госпитале и среди населения Навтлуга Владислав Ефимович Засядко успел, как очень редко кому удается, пробудить к себе искреннее уважение и любовь всех коллег и пациентов. Больные в его палатах называли его «отцом родным», и было за что: каждого выздоравливавшего он снабжал посильною денежною помощью из собственных сбережений, больным же туркам нередко покупал на свой счет коран.
В. Засядко издал ряд научных трудов среди которых наиболее известны следующие: «Выдержки из французской военно-административной литературы» («Военный медицинский журнал», 1875 г., ч.ч. 124, 127) и «Перечень парижских диссертаций по гигиене за 1874 год» («Военный медицинский журнал», часть 124).
Умер 24 января 1878 года.